# Benny Cederfeld de Simonsen
Benny Sophie Caroline Andrea Cederfeld de Simonsen, nacida Treschow, (Assens, 2 de octubre de 1865 – Copenhague, 16 de enero de 1952) fue una activista por la paz danesa. Es recordada como un miembro eficaz de la Danske Kvinders Fredskæde, la rama danesa de la Liga Internacional de las Mujeres por Paz y la Libertad (WILPF, por sus siglas en inglés), más tarde conocida como Kvindernes Internationale Liga for Fred og Frihed (KILFF). De 1931 a 1939, fue la vicepresidenta de la organización. Fue una participante activa en WILPF dando conferencias de 1926 a 1937 así como un miembro de su comité internacional donde trató los derechos de las minorías.

## Trayectoria
Nacida el 2 de octubre de 1865 en Brahesborg, una casa cercana a Assens en la isla de Fionia, sus padres eran Carl Adolph Rothe Treschow (1839–1924) y Sophie Margrethe Elisabeth Rantzau (1844–1911). Se crio en un hogar adinerado y recibió su educación en casa con tutores personales traídos del extranjero. Gracias a ello, era capaz de conversar con fluidez en francés, inglés y alemán. En 1892, se casó con Hans Christian Frederik Wilhelm Cederfeld de Simonsen (1866–1938), también propietario de una gran finca en Funen.
Ante el horror de la Primera Guerra Mundial, en 1916 Cederfeld de Simonsen se unió a la organización pacifista Danske Kvinders Fredskæde, convirtiéndose en la presidenta de su sección en 1919. En 1925, al participar en la reunión anual de la Dansk Fredsforening (DF) o Sociedad Danesa por la Paz, se opuso a las críticas de la sociedad a la KILFF. La DF, fundada en 1882 por Fredrik Bajer, consideraba a la KILFF como rival y creía que todas las organizaciones pacifistas danesas debían estar bajo su control. Junto con Clara Tybjerg y Henriette Beenfeldt, Cederfeld de Simonsen sostenían que podía ser útil que hubiera dos organizaciones en Dinamarca que lucharan por la paz, ya que podían extender sus intereses más ampliamente.
Cederfeld de Simonsen consiguió con su labor aumentar el número de miembros de la sección de la KILFF, convirtiéndola en la mayor organización local con diferencia, con 4.000 miembros. Antes de la ocupación alemana de Dinamarca, en marzo de 1940, fue especialmente eficaz como enlace entre el Danske Kvinders Nationalråd (Consejo de Mujeres de Dinamarca) y la Jødisk Kvindeforening (Sociedad danesa de mujeres judías). Gracias a sus esfuerzos, 320 niños judíos de Europa central fueron llevados a Dinamarca para ser atendidos en hogares daneses.
Mantuvo su interés en el Movimiento por la paz durante toda su vida. Murió en Copenhague el 16 de enero de 1952.